# Helrunar
Helrunar — німецький блек/паган метал колектив заснований 2001 року.

## Загальні відомості
Колектив було засновано навесні 2001 року. Назву утворено під впливом книги Яна Фріса «Helrunar. Ein Handbuch der Runenmagie.» 1997 року.
У 2003 році було записано перший демо-запис «Grátr». Влітку 2004 року Helrunar підписав свій перший контракт з Prophecy Productions. Наприкінці 2004 року на спліті з Nachtmahr з'явився сингл «Hauch wird Sturm». У грудні наступного випущено дебютний повноформатний альбом «Frostnacht». У серпні 2007 року група взяла участь у Summer Breeze, в жовтні того ж року відбувся реліз наступного альбому «Baldr ok Íss». 29 березня 2008 року Helrunar з виступами на фестивалі «Ragnarök». 17 червня 2008 року гітарист Тім «Dionysos» Функе оголосив про полишення колективу. 7 січня 2011 року видано подвійний диск: «Sól I: Der Dorn im Nebel» і «Sól II: Zweige der Erinnerung».
Тематично тексти німецькою, норвезькою та давньоскандинавською мовами переважно стосуються скандинавської міфології, тож Helrunar часто асоціюється з рідновірством. Значний вплив у вибудові лірики складає кеннінґ. На музику перших двох альбомів значно вплинули колективи норвезької сцени 1990—1995 років як-то Enslaved, Darkthrone, Satyricon, Ulver та Taake. При створенні четвертого «Niederkunfft» мали місце експерименти з елементами шведського дез-металу. Назву п'ятого, «Vanitas Vanitatvm», витворено з сонету Андреаса Гріфіуса «Vanitas! Vanitatum Vanitas!».

## Склад
- Марсель «Skald Draugir» Дрікманн — вокал, дримба (від 2001-го)
- Себастіан «Alsvartr» Кьоркмайер — ударні, гітари (від 2001-го)

### Колишні учасники
- Тім «Dionysos» Функе — гітара, бас

## Дискографія

### Альбоми
- Frostnacht (2005)
- Baldr ok íss (2007)
- Sól (2011)
- Niederkunfft (2015)
- Vanitas Vanitatvm (2018)